# Courtesy of Choice
Albums de Leila
(Leila Arab)
Like Weather
(Mars 1998) Blood, Looms and Blooms
(2008)
Courtesy of Choice est le deuxième album de Leila, paru en 2000 chez XL Recordings.
Son deuxième album est original et baroque, aussi grave que léger, tout en tempêtes et en accalmies... Tantôt inclassable, étrange, émotionnel : passant sans complexe d'une petite mélodie cristalline à des agressions sonores bruitistes étonnantes, Leila compose une musique tour à tour irrévérencieuse, sale, provocante et enchanteresse, soyeuse, troublante, douce et amère à la fois... Et il y a ces voix soul enregistrées de ses vocalistes Luca Santucci, Donna Paul et Roya Arab (Sœur de Leila), qui figuraient déjà dans le précédent album Like Weather, sorti en 1998 chez Rephlex Records.
Une musique en mouvement, changeante (qui fait penser à comme une suite de son premier album) faisant souvent des contradictions musicales où les sens et les émotions sont mis à rude épreuve, cet album Courtesy of Choice est à la fois abrupt et séduisant, furieusement personnel. Entre paysages idylliques et paysages à l'état sauvage.
Il existe une version promo en CD. Trois titres varient par rapport à l'album original : le titre 3, From Before... What?, a été remplacé par un nouveau morceau Do You Got Time (4:19), le titre 5 (ou 6, pour le vinyle), Gush Goog, a été remplacé et renommé par une variance de ce morceau au nom de Goog Gush (3:21) et le titre 7 (ou 8, pour le vinyle), Thanks, Mr. Jones, a été renommé par So... Jazz, il s'agit du même morceau.

## Liste des morceaux
| No  | Titre                                             | Voix          | Durée |
| --- | ------------------------------------------------- | ------------- | ----- |
| 1.  | Brave                                             | Luca Santucci | 6:08  |
| 2.  | Work                                              | Donna Paul    | 3:42  |
| 3.  | From Before... What?                              |               | 3:58  |
| 4.  | Relax the Pleasure Dome (n'existe que sur vinyle) |               | 3:08  |
| 5.  | Sodastream                                        | Luca Santucci | 5:51  |
| 6.  | Gush Goog                                         |               | 3:21  |
| 7.  | To Win Her Love                                   | Luca Santucci | 4:13  |
| 8.  | Thanks, Mr. Jones                                 |               | 5:47  |
| 9.  | To Tell a Lie                                     | Luca Santucci | 3:14  |
| 10. | I Won't Forget                                    | Donna Paul    | 5:12  |
| 11. | Be Clowns                                         |               | 4:01  |
| 12. | Different Time                                    | Roya Arab     | 4:58  |
| 13. | Different Time (Reprise)                          |               | 2:43  |
| 14. | Young Ones                                        |               | 5:00  |

## Fiche
- Catalogue : XL CD 135 / XL LP 135
- Format : CD / LP
- Pays : Angleterre
- Style : IDM, trip hop, ambient, drill'n'bass, electronica, expérimental